# John from Cincinnati
John from Cincinnati ist eine US-amerikanische Fernsehserie, die auf dem Fernsehsender HBO ausgestrahlt wurde. Die Serie startete im Juni 2007 auf HBO, wurde aber nach einer Staffel bereits wieder eingestellt.
Thema sind die Verhältnisse in der Familie Yost, deren Leben in mittlerweile drei Generationen vom Surfen geprägt ist und deren Beziehungen untereinander zerbrochen sind, sich aber wiederherstellen.
Die Serie war das erste Projekt von David Milch nach Deadwood, er schrieb die Serie gemeinsam mit Kem Nunn, der bereits in einigen Romanen das kalifornische Surfermilieu als Thema gewählt hatte.

## Handlung
Mitch Yost ist ein alternder Surfer, dessen Karriere durch eine Knieverletzung unterbrochen wurde und der seither in Imperial Beach, nahe der mexikanischen Grenze, ein Geschäft für Surfer führt. Das Geschäft leitet er gemeinsam mit seiner Frau Cissy. Ihr Sohn Butchie war früher ein erfolgreicher Surfer, lebt inzwischen aber, gezeichnet durch seine Heroinsucht, in einem billigen Motel. Bei Mitch und Cissy lebt auch ihr Enkel Shaun, aus einer Beziehung von Butchie mit der Pornodarstellerin Tina, die im Lauf der Staffel wieder zueinander finden. Shaun zeigt ebenfalls großes Talent für das Surfen und unternimmt gerade seine ersten Schritte hinsichtlich einer Karriere. In das Leben der Yosts tritt John Monad, ein geheimnisvoller Fremder, dessen Anwesenheit zur allmählichen Veränderung der Beziehungen innerhalb der Familie führt.

## Ausstrahlung
Die zehn Episoden der Serie wurden in den USA vom 10. Juni bis zum 12. August 2007 unmittelbar nach dem Ende der Sopranos ausgestrahlt. Sie startete mit etwas über 3 Millionen Zuschauern, die weiteren Quoten erreichten aber im Durchschnitt nicht mehr als 1,2 Millionen Zuschauer. Auch die Rezeption der Kritik war zurückhaltend.

## DVD-Veröffentlichung
Die vollständige Staffel „John from Cincinnati“ erschien durch „HBO Home Video“ in den Vereinigten Staaten am 1. April 2008 als DVD-Box mit drei DVDs mit Region 1-Code im Widescreen-Format. Neben der original englischen Tonspur bot sie zugleich Französisch und Spanisch (auch als Untertitel) an.

## Nachweise
1. ↑  tvseriesfinale.com: John from Cincinnati: HBO Series Cancelled, Good News for Deadwood? | canceled or renewed TV shows | TV Series Finale, Zugriff am 1. April 2012